# Wappen Arubas

Wappen Arubas

Das Wappen Arubas ist seit dem 15. November 1955 in Gebrauch.

## Blasonierung
Geviert durch ein durchgehendes silbernes Balkenkreuz, in eins in Blau eine wachsende goldene Aloepflanze, in zwei geteilt von Gold und Blau, oben ein wachsender abgeflachter grüner Berg – der Hooiberg, unten drei silberne Wellenfäden, in drei in Gold zwei aus den Feldrändern wachsende verschränkte rote Hände und in vier in Rot ein sechsspeichiges silbernes Zahnrad. Auf dem Schild ein liegender roter Löwe, unterhalb des Schildes zwei mit einer grünen Schleife gebundene grüne Lorbeerzweige.

## Wappenerklärung
Die Aloe ist ein wichtiges Inselprodukt und war Exportprodukt Arubas, der grüne Berg mit den drei silbernen Wellen in Blau stellt den 165 m hohen Vulkankegel Hooiberg in der Inselmitte in Form eines Heuhaufens dar, daher der niederländische Name, der die Insel Aruba im Meer verkörpert, da von allen Seiten der Insel sichtbar, die roten Treuen Hände symbolisieren den Ausdruck des Friedenwillens zwischen den Völkern und stehen für die guten Beziehungen Arubas zur übrigen Welt, und das silberne Speichenrad ist das Zeichen für die Wirtschaft und Industrie des Landes; der liegende rote Löwe steht für Macht, das Paar Lorbeerzweige für Frieden.